# Вулиця Збиральна
Ву́лиця Збиральна — вулиця у Залізничному районі міста Львова, в місцевості Сигнівка. Розташована між вулицями Городоцькою та Конюшинною.

## Історія
Вулиця отримала сучасну назву у 1958 році. Забудована промисловими спорудами, зведеними переважно у 1970-1980-х роках у рамках створення промислово-складського вузла «Сигнівка».

## Забудова
На вулиці відсутня житлова забудова, однак тут широко представлена промислова та комерційна забудова. У червні 2019 року було завершено ремонт вулиці, який розпочався у вересні 2018 року. Загалом на ремонтні роботи було витрачено 20 млн. грн.

## Установи
- № 24 — науково-дослідницький експертно-криміналістичний центр УМВСУ у Львівській області[9].